# 圖爾科京
49°45′0″N 24°26′17″E / 49.75000°N 24.43806°E
圖爾科京（烏克蘭語：Туркотин）是烏克蘭西部的村莊，隸屬利維夫州的佐洛奇夫區。該村始建於1666年，面積0.91平方公里，海拔高度282米，2001年人口181，人口密度每平方公里198.68人。